# Boris de Zirkoff
Boris Michailovitsj de Zirkoff (Russisch: Борис Миха́йлович Циркова) (Sint-Petersburg, 7 maart 1902 – Point Loma, 4 maart 1981) was Amerikaanse schrijver, redacteur en theosoof.
De Zirkoff werd geboren uit een welstellende familie. In zijn geboorteland, Rusland, kreeg hij zijn eerste onderwijs. Hij leerde talen, dankzij het aandringen van zijn grootmoeder.
De Februarirevolutie in 1917 maakte een einde aan het Tsarenrijk en de familie vluchtte naar Finland. In het huis van een zeer goede kennis van zijn stiefvader zag de Zirkoff voor het eerst het boek, De Geheime Leer, geschreven door zijn tante Helena Blavatsky.
In 1923 vertrok de familie de Zirkoff naar Baden-Baden in Duitsland. Een ontmoeting met een Russische Amerikaan, Nikolai Romanoff, zou zijn leven veranderen. De Zirkoff vernam dat er zich in Point Loma, nabij San Diego (Californië), een Theosophical Society bevond. Hij schreef een brief aan Katherine Tingley, Leider van het Theosofisch Genootschap. Toen Tingley een bezoek bracht aan Finland, ging de Zirkoff zelfs daarheen om haar te ontmoeten. Tingley, die vernomen had dat de Zirkoff een verwante was van Blavatsky, beloofde hem alle nodige hulp te bieden bij zijn overtocht naar Amerika.
Eind 1923 lukte het de Zirkoff om, via Londen, naar New York te reizen. Eens daar aangekomen zou het toch nog een maand duren vooraleer hij in Californië aankwam.
De Zirkoff bleef in Point Loma tot aan zijn dood in 1981. Gedurende 18 jaar was hij werkzaam als leraar, secretaris en schrijver.
Vanaf 1925 verzorgde hij de Collected Writings van Blavatsky. Veertien delen en een index kwamen uit. De Zirkoff was ook hoofdredacteur van Theosophia, een onafhankelijk tijdschrift, in Los Angeles gepubliceerd.
In de Collected Writings verscheen in 1972 een herdruk van Isis Ontsluierd en in 1979 een van De Geheime Leer. Het merendeel van de honderden citaten en verwijzingen werden door de Zirkoff nagekeken en veranderd waar nodig. Blavatsky’s woorden liet hij echter onaangetast.
In 1981, het jaar van zijn dood, ontving hij van Radha Burnier, huidig President van de Theosophical Society (Adyar), de T. Subba Row medaille voor zijn waardevolle bijdrage aan de Theosofische literatuur.

## Werken
- Zirkoff, Boris De (ed.), Dara Eklund (assistant ed.) (1933-1990) H. P. Blavatsky's Collected Writings (alternatief). 15 vols. Wheaton, Ill: Quest Books/Theosophical Publishing House.
- Zirkoff, Boris De (1938) "Thoughts on Public Speaking." The Theosophical Forum, March 1938: pages 192-196.
- Zirkoff, Boris De (1977) Rebirth of the Occult Tradition: How The Secret Doctrine of H.P. Blavatsky Was Written. Adyar/Wheaton, Ill.: Theosophical Pub. House. (Ned. vert.: Boris De Zirkoff (1980) Aan de bron van de Occulte Traditie).